# Nesso
Nesso är en ort och kommun i provinsen Como i regionen Lombardiet i Italien. Kommunen hade 1 212 invånare (2018).